# Killradio
I Killradio sono un gruppo musicale pop punk statunitense, formatasi a Northridge (California), nel 2001. Nella loro musica mescolano anche elementi heavy metal, ska, funk e hip-hop. Al momento hanno all'attivo un album.

## Formazione

### Formazione attuale
- Brandon Jordan - chitarra, voce
- Dirty - basso, voce addizionale
- Duke - batteria

### Ex componenti
- Bird - chitarra
- Jasten King - chitarra

## Discografia

### Album studio
- 2004 - Raised on Whipped Cream

### EP
- 2008 - Good Americans

## Curiosità
Nella colonna sonora del videogioco Need for Speed: Underground 2 è presente la canzone Scavenger.